# Maria Escrihuela i Giró
Maria Escrihuela i Giró (Badalona, 26 de octubre de 1917 - Badalona, 29 de mayo de 2017) fue una poetisa y locutora de radio española, que debutó en Radio Badalona EAJ 39 y fue la primera locutora de Radio Andorra en 1940.

## Biografía
Hija de una familia de menestrales, su padre era pintor industrial y su madre, ama de casa. Estudió francés, mecanografía y correduría de libros, además de recibir educación musical aprendiendo a tocar el piano.
En 1939 entró a trabajar en Radio Badalona EAJ-39 —más tarde Radio Miramar de Badalona— de forma casual, porque fue invitada a recitar un poema en un programa por parte del propietario de la emisora, Joan Vidal i Prat, y luego le pidió trabajar como locutora, haciendo pareja de Joaquim Compte. En 1940, a través de Estanislau Puiggròs i Comas, accionista de Radio Badalona, se convirtió en la primera locutora de Radio Andorra, siendo la encargada de reiniciar la emisión de la cadena el 3 de abril de ese año, y donde trabajó brevemente, pero formando la siguiente locutora, Victoria Zorzano.
De vuelta a Badalona, en 1941 dejó la radio cuando se casó con el músico Joan Pich, al que conoció precisamente por su trabajo, y fue sustituida por Maria Costa. Tras su retirada, se aficionó al teatro y cultivó bastante la poesía; algunos de sus versos fueron musicados por su marido y juntos ofrecieron varios recitales en Badalona, convirtiéndose en una pareja reconocida en los círculos culturales. También colaboró con la Revista de Badalona.
El poeta Pere Ribot y Sunyer de Riells del Montseny dijo de ella: "... En María Escrihuela hay un alma sensitiva, la poeta está y bien adentro; sus poemas tienen el regusto, gracias a Dios, del alma de Maragall y de enamorar iba directamente a las flores, al misterio y la gracia de las flores".
Murió en Badalona el 29 de mayo de 2017.

## Obras
Listado de canciones con letra de Escrihuela, musicadas por el maestro Pich:
- Canço de bressol (1942)
- Nocturn mariner (1946)
- Cercles màgics (1976)
- La vela blanca (1981)
- Mar endins hi ha una cançó (1976)